# 关东局
关东局是日本政府设在中国东北地区的殖民统治机构。

## 历史
1934年，日本政府整合原有的駐满机构，当年12月26日在满洲国首都新京（今中华人民共和国吉林省长春市）设立关东局。在日本内阁总理大臣的监督下，由日本驻满洲国特命全权大使掌理关东局事务。日本驻满洲国特命全权大使的职权是监督关东州厅（由关东厅改设）并管理满铁附属地的行政，监督南满洲铁道和满洲电信电话株式会社的业务，发布行政命令或请求用兵。
关东局内设官房、司政部、警务部、监理部，直属部门有关东州厅、关东高等法院、关东地方法院、关东高等法院检查局、关东地方法院检查局、关东保护观察所、关东刑务所、关东递信局、关东海务局、关东海员审判所及关东气象台，并管理旅顺工科大学、旅顺高等学校、大连高等商业学校、关东师范学校及其它在满学校。
1937年12月1日，日本撤废在满洲国的治外法权，并让渡满铁附属地的行政权；关东局的行政范围只限于关东州，机构改设为官房和司政部、监理部、教务部。1940年4月，关东局内设“在满教育部”，以掌管日本设在满洲国内的神社及教育行政相关事宜。

### 滿洲國駐劄特命全權大使
| 任次 | 肖像 | 姓名 (生–卒)           | 在任時間       | 在任時間      | 備註 |
| ---- | ---- | ---------------------- | -------------- | ------------- | ---- |
| 1    |      | 南次郎 (1874–1955)     | 1934年12月26日 | 1936年3月6日  |      |
| 2    |      | 植田謙吉 (1875–1962)   | 1936年3月6日   | 1939年9月7日  |      |
| 3    |      | 梅津美治郎 (1882–1949) | 1939年9月7日   | 1944年7月18日 |      |
| 4    |      | 山田乙三 (1881–1965)   | 1944年7月18日  | 1945年8月22日 |      |

### 總長
| 任次 | 肖像          | 姓名 (生–卒)           | 在任時間       | 在任時間      | 備註 |
| ---- | ------------- | ---------------------- | -------------- | ------------- | ---- |
| 1    |               | 長岡隆一郎 (1884–1963) | 1934年12月26日 | 1935年5月11日 |      |
| 2    |               | 大野綠一郎 (1887–1985) | 1935年5月11日  | 1936年4月7日  |      |
| 代理 |               | 武部六藏 (1893–1958)   | 1936年4月7日   | 1936年4月15日 |      |
| 2    | 1936年4月15日 | 武部六藏 (1893–1958)   | 1938年3月28日  |               |      |
| 3    |               | 大津敏男 (1893–1958)   | 1938年3月28日  | 1941年2月8日  |      |
| 4    |               | 三浦直彥 (1898–1972)   | 1941年2月8日   | 1945年8月22日 |      |

## 关东局大楼
关东局大楼位于新京市新发广场东北（今长春市新发路329号），于1932年动工建设，是日本关东军在新京修建的第一座大型建筑。大楼占地面积30088平方米，建筑面积12115.76平方米，由关东厅土木课臼井健三设计，采用钢筋混凝土结构，主体地上三层，半地下室一层。大楼整体造型简洁，外墙用棕黄色瓷砖贴面，只在檐口处饰以水平线条，没有其它繁琐装饰。该楼建成之初由日本关东军司令部、关东局和关东宪兵司令部合用，后由关东局独家使用。
1945年日本战败投降，该楼由国民革命军新一军接收。从1954年起，由吉林省人民政府使用至今。大楼保护较好，被定为全国重点文物保护单位。